# Stenflycht
Stenflycht var namnet på en, numera utdöd, svensk adelsätt.
Ätten stammade från rusthållaren i Säby, Hov, korpralen vid Skänninge kompani av Östgöta kavalleriregemente Gustaf Bengtsson, vars båda söner Johan (1681-1758) och Peter (1685-1722) båda adlades med namnet Stenflycht. Johan, som först kallade sig Segersten och blev såväl svensk som holsteinsk generalmajor, rysk generallöjtnant, polsk-stanislavisk fältmarskalk, fransk generallöjtnant, hanseatisk generallöjtnant och överkommendant i Hamburg, adlades den 6 augusti 1716, brodern, vilken slutade som fänrik, den 27 december året därpå. De introducerades gemensamt på Riddarhuset 1719 under nummer 1504.
Ätten utdog med Johan Stenflychts son, översten i fransk tjänst Carl Gustaf Stenflycht (1724-58), vilken avled senare samma år som sin far.